# Músculo flexor curto do mínimo
O músculo flexor curto do mínimo é um músculo da mão.